# 怪盗戦隊ヌスムンジャー
怪盗戦隊ヌスムンジャー（かいとうせんたいヌスムンジャー）は、日本のヴィジュアル系コミカルバンド。
ファンのことを「怪盗少女」と呼ぶ。

## 概要
2016年から活動しているバンドで、コンセプトは「V系バンド盗みます。」

## メンバー
ボーカル：まさを(りとるはーつまさと)
8月29日生まれで、血液型はO型。
元ネタ:littleHEARS.
ジャニーズJr. → 怪盗少年(まさと) → 怪盗戦隊-A-(すかいらーくまさと) → 怪盗戦隊ヌスムンジャー(りとるはーつまさと)
元ジャニーズJr.という経歴の持ち主。作詞を担当。
ギター：しんやっちょ
2021年5月9日加入。

## 元メンバー
ギター：キャベンディッシュ=蓮
6月27日生まれで、血液型はA型。
2017年8月29日脱退。
Plus Magic → 怪盗少年(蓮-Ren-) → 怪盗戦隊-A-(キャベンディッシュ=蓮)
クールかつバンドの貴公子キャラ。ナルシストキャラだがライブでは見た目とは違い熱いパフォーマンスをするのが特徴。バラの花弁を唇で一枚剥いてエレガンティックにキメたりどことなく三枚目臭がするキャラ。キャッチフレーズは「俺の美に酔いな」。
ドラムス：Zowi LINK
3月3日生まれで、血液型はA型。
2018年6月9日脱退。
元ネタ:ZEAL LINK
ベティ(サポート) → 怪盗少年(サポート)(Zowi) → 怪盗戦隊-A-(ゾーイ姫) → 怪盗戦隊ヌスムンジャー(Zowi LINK)
ベース：エジソン来夏
11月11日生まれで、血液型はO型。
2017年8月29日加入、2018年8月29日脱退。
元ネタ:ライカエジソン
ギター：自主盤倶楽プトン
8月6日生まれで、血液型はB型。
2020年8月27日脱退。
元ネタ:自主盤倶楽部
Ecthelion → 怪盗少年(サポート)(朝倉プトン) → 怪盗戦隊-A-(朝倉プトン) → 怪盗戦隊ヌスムンジャー(自主盤倶楽プトン)
怪盗戦隊のお笑いキャラ。元音大生であり芸人でもあったという経歴を活かし、ライブを演奏で、しゃべりで楽しく盛り上げる。キャッチフレーズは「笑う門には福来たる、笑わねえやつらは服脱がす！！！」。
ギター：ジュエリーブランドエックス
1月24日生まれで、血液型はO型。
2020年8月27日脱退。
元ネタ:ブランドエックス
LiPS(サポート) → ギザ(ジュエリー寺西) → 怪盗戦隊ヌスムンジャー(ジュエリーブランドエックス)
ベース：きのこチャイルド
2月3日生まれで、血液型はO型。
2019年1月24日加入、2020年8月27日脱退。
最年少であり、特待生で大学に入学した経歴を持つ。
糞麺担当。
元ネタ:クローゼットチャイルド
ギター：如月なつき
2021年4月26日加入、同年7月25日サポートに転向。

## ディスコグラフィー

### シングル
| 枚  | 発売日         | 元ネタ                             | タイトル                  | 規格品番   | 規格品番 | 最高位 |
| 枚  | 発売日         | 元ネタ                             | タイトル                  | 初回限定盤 | 通常盤   | 最高位 |
| --- | -------------- | ---------------------------------- | ------------------------- | ---------- | -------- | ------ |
| 1st | 発売中止       | ●年ワルツ(ペン●ゴン)               | 中年ワルツ                | --         | KSN-001A | --位   |
| 1st | 2018年4月4日   | ●害メンヘラ●ール(0.1gの●算)        | 無害ヘラヘラガール        | --         | KSN-001A | --位   |
| 2nd | 2018年6月13日  | 純●ピラニア(the R●id.)             | 金欠ピラニア              | --         | KSN-002A | --位   |
| 3rd | 発売中止       | 国立少年-ナ●ョナルキッド-(R●定)    | 国立少年-クニタチキッド-  | --         | KSN-003A | --位   |
| 3rd | 2018年9月12日  | 溺●る魚(DADAR●MA)                  | 溺れる金魚                | --         | KSN-003A | --位   |
| 4th | 発売中止       | 貴女ノ●ノ此ノ命。(the Ga●ettE)     | 貴女ノシ為ノシ此ノシ命。- | --         | KSN-004A | --位   |
| 4th | 2018年12月19日 | --                                 | (・ω・)ノシ               | --         | KSN-004A | --位   |
| 5th | 2019年3月27日  | 酔わせて●ヒート(ゴールデ●ボンバー) | 酔わせてカルアミルク      | --         | KSN-005A | --位   |
| 6th | 2019年6月26日  | 百鬼●行(己●)                       | 百鬼夜行バス              | --         | KSN-006A | --位   |
| 7th | 2019年10月13日 | 青●はリストカット(R●定)            | 先週からコストカット      | --         | KSN-007A | --位   |
| 8th | 2020年２月19日 | クロアゲハ(royz)                   | クロアゲマン              | --         | KSN-008A | --位   |
| 9th | 2021年7月14日  | --                                 | 著作権侵害                | --         | KSN-010A | --位   |

### その他
- やっぱりバイトに行きたくない（2017年3月31日リリース、ライブ会場限定シングル）
- ボクはニート（2017年5月7日リリース、ライブ会場限定シングル）
- 日曜日の夜の憂鬱〜サザエさん症候群〜（2017年6月12日リリース、配信限定音源）
- 青い果実（2017年6月12日リリース、配信限定音源）
- 満員電車のストレスヤバイ（2017年6月18日リリース、配信限定音源）
- 怪盗戦隊BEST 〜別に解散じゃないけど〜（2017年7月27日リリース、配信限定ベストアルバム）
- 妄想絵日記（2017年8月29日リリース、配信限定音源）[12]
- バンギャの呪い（2017年11月15日リリース、配信限定音源）
- Vの悲劇〜母子共に不健康〜（2017年12月17日リリース、配信限定音源）
- バンギャの叫び-みんなのリプで出来た歌-（ライブ会場限定シングル）
- 発売中止 (2020年9月23日リリース、ベストアルバム)